# Borough of Fareham
Fareham ist ein Verwaltungsbezirk mit dem Status eines Borough in der Grafschaft Hampshire in England. Verwaltungssitz des Borough of Fareham ist die Stadt Fareham, wo mehr als die Hälfte der Bevölkerung lebt; weitere bedeutende Orte sind Portchester, Stubbington und Titchfield.
Die Grenzen des Bezirks gehen auf das Jahr 1932 zurück, als die Dörfer Crofton, Portchester, Sarisbury und Titchfield (die zuvor alle zum Rural District Fareham gehört hatten) zur Stadt Fareham gelangten. Der Distrikt wurde 1972 zu einem Borough erhoben.